# Hydraschema cribripenne
Hydraschema cribripenne là một loài bọ cánh cứng trong họ Cerambycidae.